# ドドドドドッジ!
『ドドドドドッジ!』は、勝見直人による日本の漫画作品。『月刊コロコロコミック』（小学館）にて2009年5月号から2010年2月号まで連載された。
宝が眠るドッジ島で、打飛一球が仲間と共にドッジボールで戦う物語である。

## 登場人物

### 主人公と仲間
打飛一球（ぶちとび いっきゅう）
主人公。小柄だが、見かけによらずすごい力を持つ少年。3歳の頃からドッジボールを始めたが、力が強すぎるため相手が岩しかいなかった（そのため四星からボールをパスした時は嬉しさで涙を流していた）。今は亡き父との約束でドッジ島へ向かう。
仲間とドッジボールができればいいという理由で、宝は欲しがっていない。しかし、ある事件でグローブが片方破けてしまい、地獄門の宝から伝説の宝といわれるドッジクロスの一つ「太陽神（アポロン）のグローブ」を持っている。
ZENKAI ツクス（ぜんりょく ツクス）
オリンピックの砲丸投金メダリスト。家が貧乏で日々弟たちの学費を稼いでいるが、スポーツ選手だけでは稼げないためドッジ島に向かう。最初の試練ではボールが風にのってドッジ島に届いた強運の持ち主でもある。
特別編ではドッジクロス「英雄（ヘラクレス）のヨロイ」を手に入れている。
四星（スーシン）
関西弁を話す少年。回転ショットと回転力を活かした水切りが得意。なんと宝の取り分が増えるためか一球と組んだ。
特別編でドッジクロス「天空（ウラノス）のグローブ」を手に入れている。
ドジ子（ドジこ）
短いツインテールの少女。一球チームの紅一点。四星と同じ理由で一球と組んだ。ツクスの過去を知る唯一の人物である。
特別編でドッジクロス「翼（イカロス）のシューズ」を手に入れている。すごくかわいい。
ドッジマスク
頭に包帯らしき物を巻いている謎の人物。冷静沈着。ポジションは常に外野。
特別編でドッジクロス「戦闘（アレス）のウデワ」を手に入れており、正体はロボットであることも明かされた（正式名称は「DODGEROBO 00」）。

### ライバル
不動天（ふどう てん）
一球と同じく凄腕の持ち主。実はサウスポー。ボールを跳ね返したり、船の旗の上で立っていられたりと、運動神経は良い。しかし仲間を盾にしてボールを受ける残忍な面も見せる。
試合では3人連続でヒットさせ、一球チームを追い詰めるが、右手しか使わなかったため一球のボールを受け取れなかった。
天国ステージで一球達と再会した時は「雷神（ゼウス）のグローブ」という一球と同じようなものを所持している。
パンチ
不良のような格好と小さいグラサンが特徴の少年。意地悪な性格。天の実力を認めている。
雷々（らいらい）
柔道着を着た少年。頭に稲妻マークがある。最後まで目立たなかった。
月影（つきかげ）
忍者の末裔らしく、「ござる」口調で話す。
ブルド
体がとてつもなく大きく、全開ツクスを「チビ」と呼んだ。
名称不明
アラビアン風の男。卓越したジャンプ力で壁を登ったが、その影響でドッジ山が怒ったため投げ飛ばされた。
駆足瞬（かけあし しゅん）
ドッジサファリパークの主。ドッジクロス「大地（ガイア）のシューズ」の持ち主。足が速く、一球が投げるボールに余裕で追いつくほど。生まれた時から動物達と共に暮らしていたため、彼らとは「家族」同然の絆で結ばれている。チームメイトも皆動物である。

### その他
ナビ
ドッジ島の案内人。審判も務める。
ドッジロボ1号
試験管ロボット。二重人格でパワーが上がると同時に性格も変わってしまう。一球が投げたボールによって海に飛ばされた。
番人
ドッジ墓場の番人たち。8人いる。
オリオン
天国ステージの強豪チームの一つ「オリオンチーム」の主将格。体系がブルド以上に大きく、ボールも彼と同じ大きさのものを使う。天の必殺技神鳴（カミナリ）ショットによりチーム全員倒された。
ハデスチーム
本編の後日談である特別編に登場。ドッジ島で最強のチームといわれているが、一球のドドドドショットによりあっさり敗北した（キャプテン曰く「ただのやられ役かよ!!!」）。必殺ショットはボールが剃刀のように鋭くなるカミソリショット。